# Mini Aceman
Mini Aceman — це субкомпактний електричний кросовер, що випускається компанією Spotlight Automotive, спільним підприємством BMW Group і Great Wall Motor і продається під маркою Mini. Це найменший кросовер марки та другий електричний кросовер після Mini Countryman SE. 

## Концепція
Mini Aceman був представлений як концепт-кар 26 липня 2022 року,   який показує нову мову дизайну для бренду Mini. 

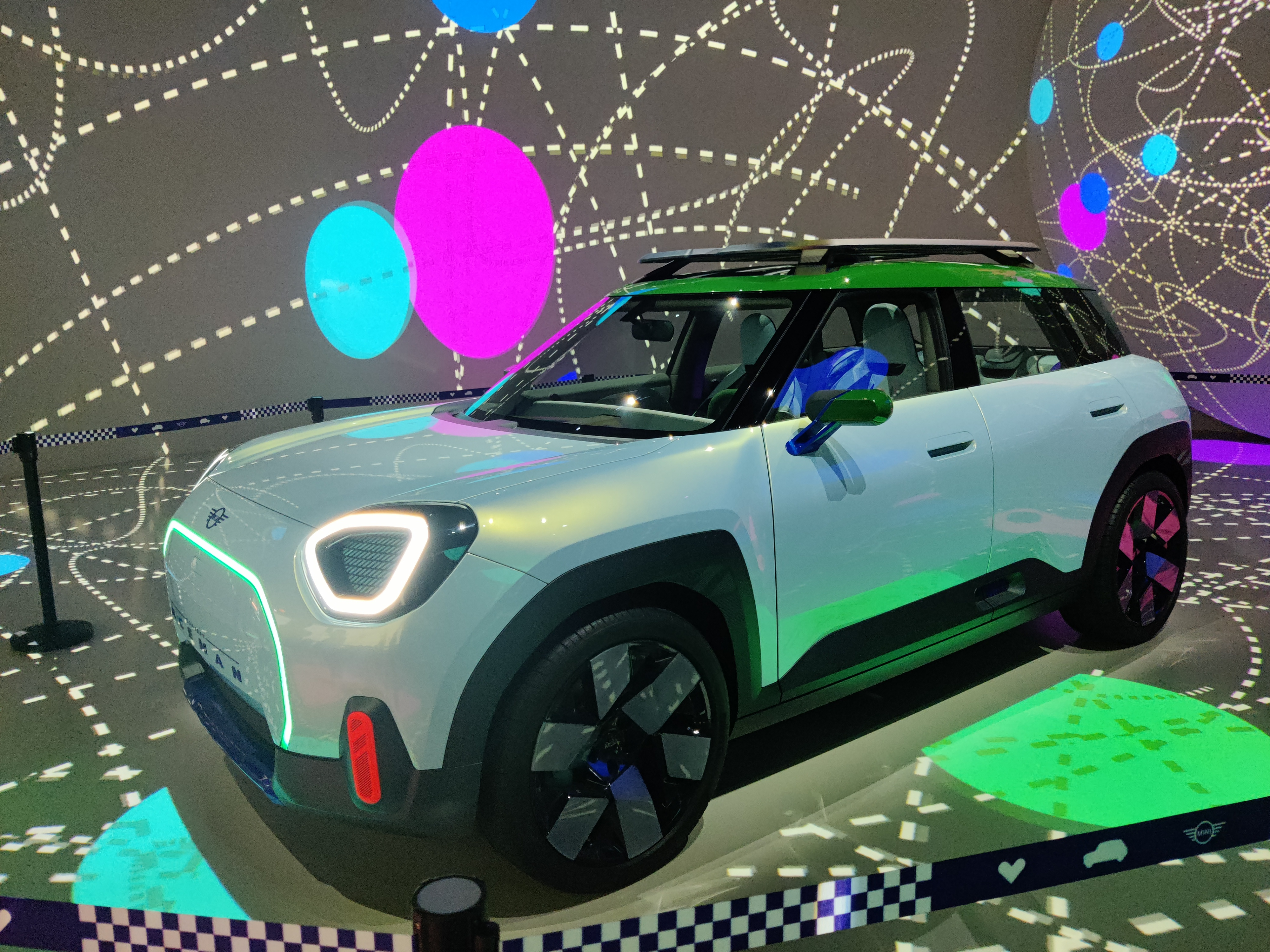
Концепт
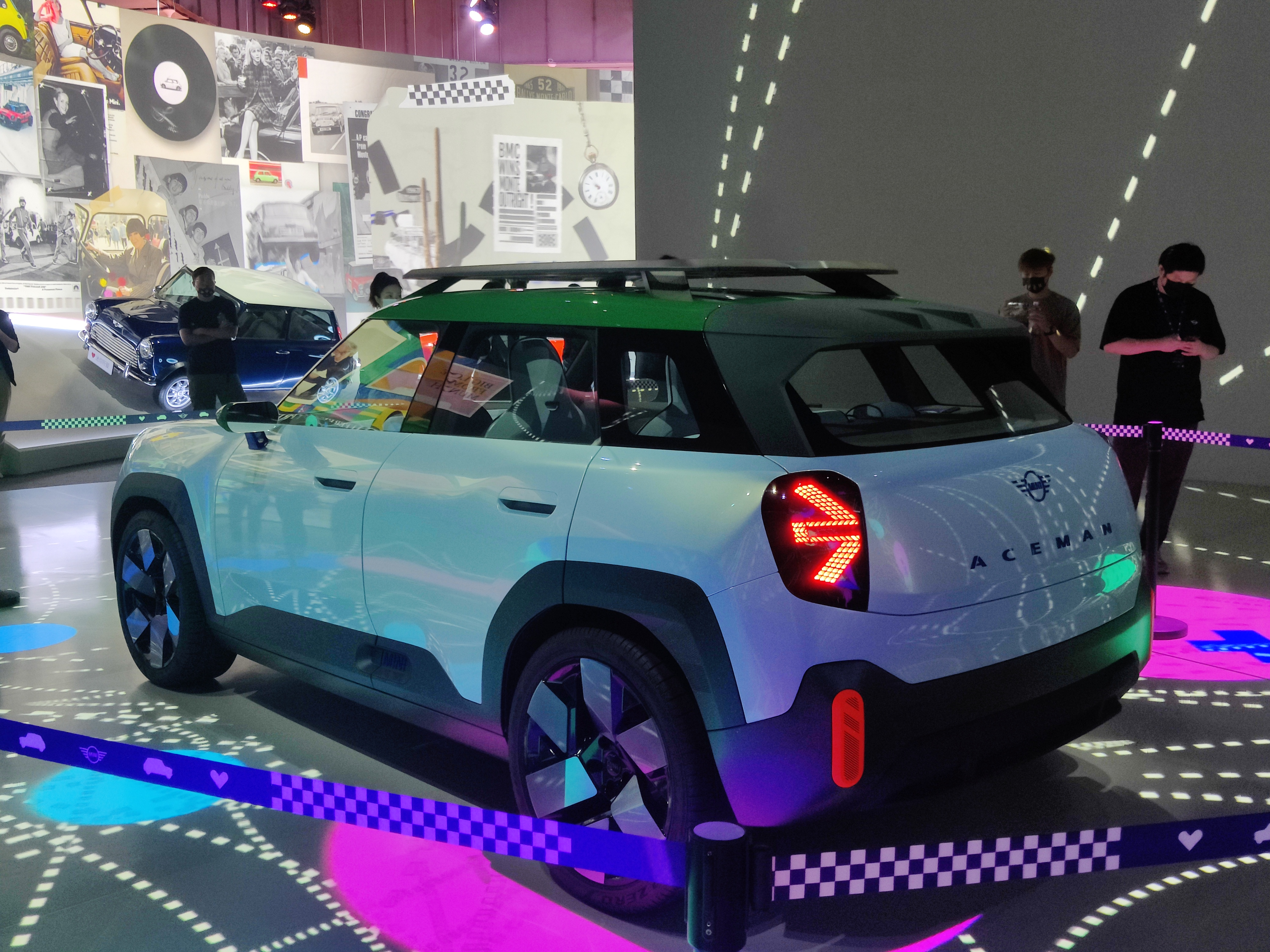
Вид ззаду

Aceman замінив Clubman, який зняли з виробництва в кінці циклу поточного покоління. Aceman буде стояти під більшим Countryman. 
У серпні 2022 року на виставці відеоігор Gamescom у Кельні, Німеччина, Mini продемонструвала концепт Aceman на тему покемонів, укладений в упаковку іграшкового автомобіля в масштабі 1:1. Присутні могли придбати маленьку модель цього автомобіля в ідентичній упаковці. 

## Виробнича версія
Серійну версію Mini Aceman представили в квітні 2024 року на Пекінському автосалоні. Aceman поставляється виключно з акумуляторними електричними силовими агрегатами з двома доступними варіантами. Будуть доступні чотири комплектації: Essential, Classic, Favored і JCW. 
Aceman має схожі елементи дизайну з Cooper J01 і Countryman. Фари та матричні задні ліхтарі мають три різні режими для світлодіодної графіки. Є матові чорні нижні пороги та стандартні рейлінги на даху, щоб нагадувати кросовер замість високого хетчбека. 
Інтер'єр схожий на Cooper J01. Сенсорний екран діагоналлю 9,44 дюйма (керується MINI OS 9) є єдиним внутрішнім екраном, який містить більшість функцій автомобіля, кілька перемикачів для основних функцій, новий інтелектуальний персональний помічник Mini під назвою «Spike» (дебютуючий в Aceman) і вісім доступних для вибору режимів Mini Experience. Панель приладів покрита трикотажем, а дверні карти зроблені з переробленого поліестеру. 

Незважаючи на невеликі розміри, дизайнери Mini використали принцип «Розумного використання простору», тому Aceman має 300 л багажного простору, який можна збільшити до 1005 л, якщо задні сидіння складені. 

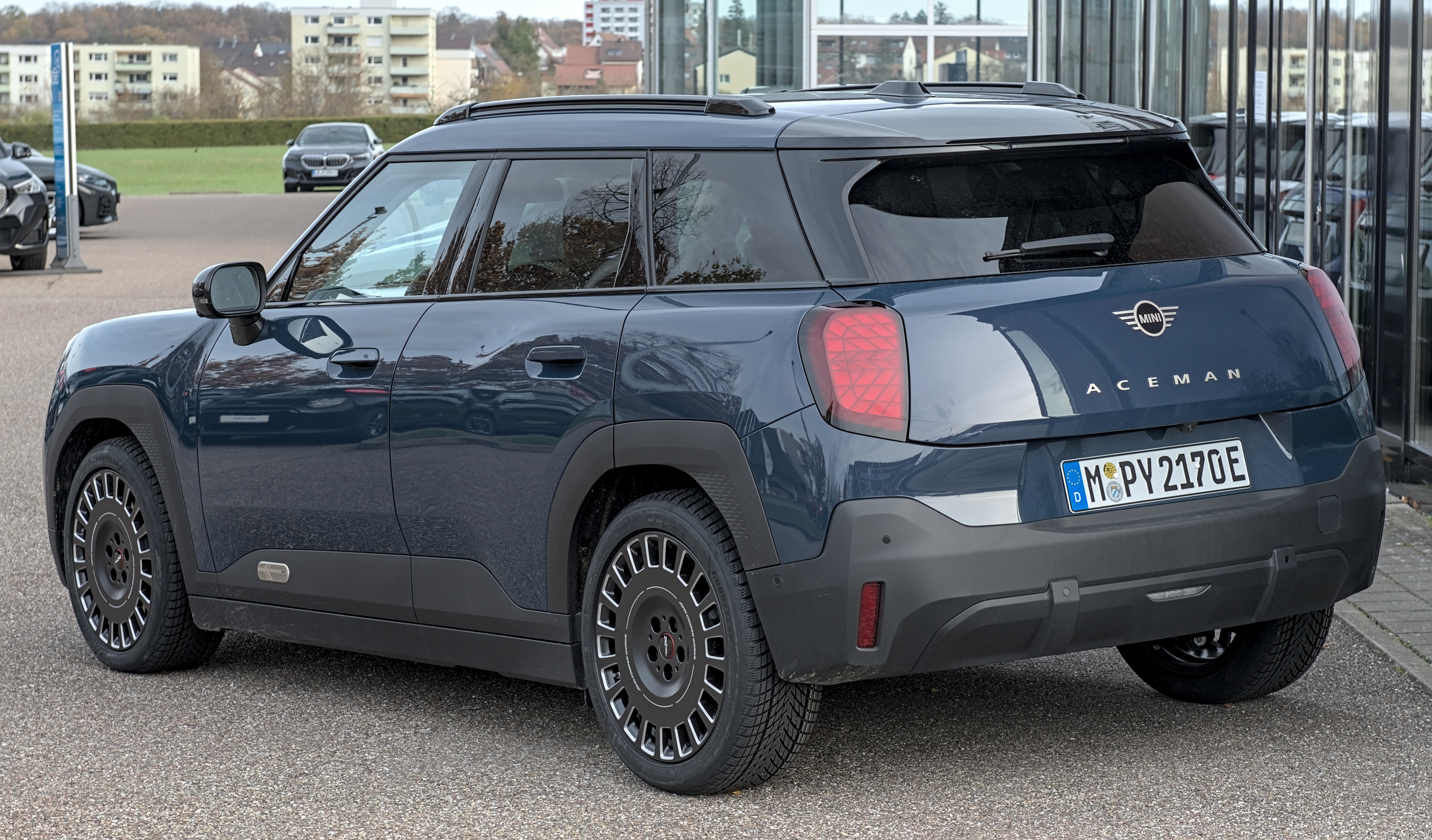
Вид ззаду
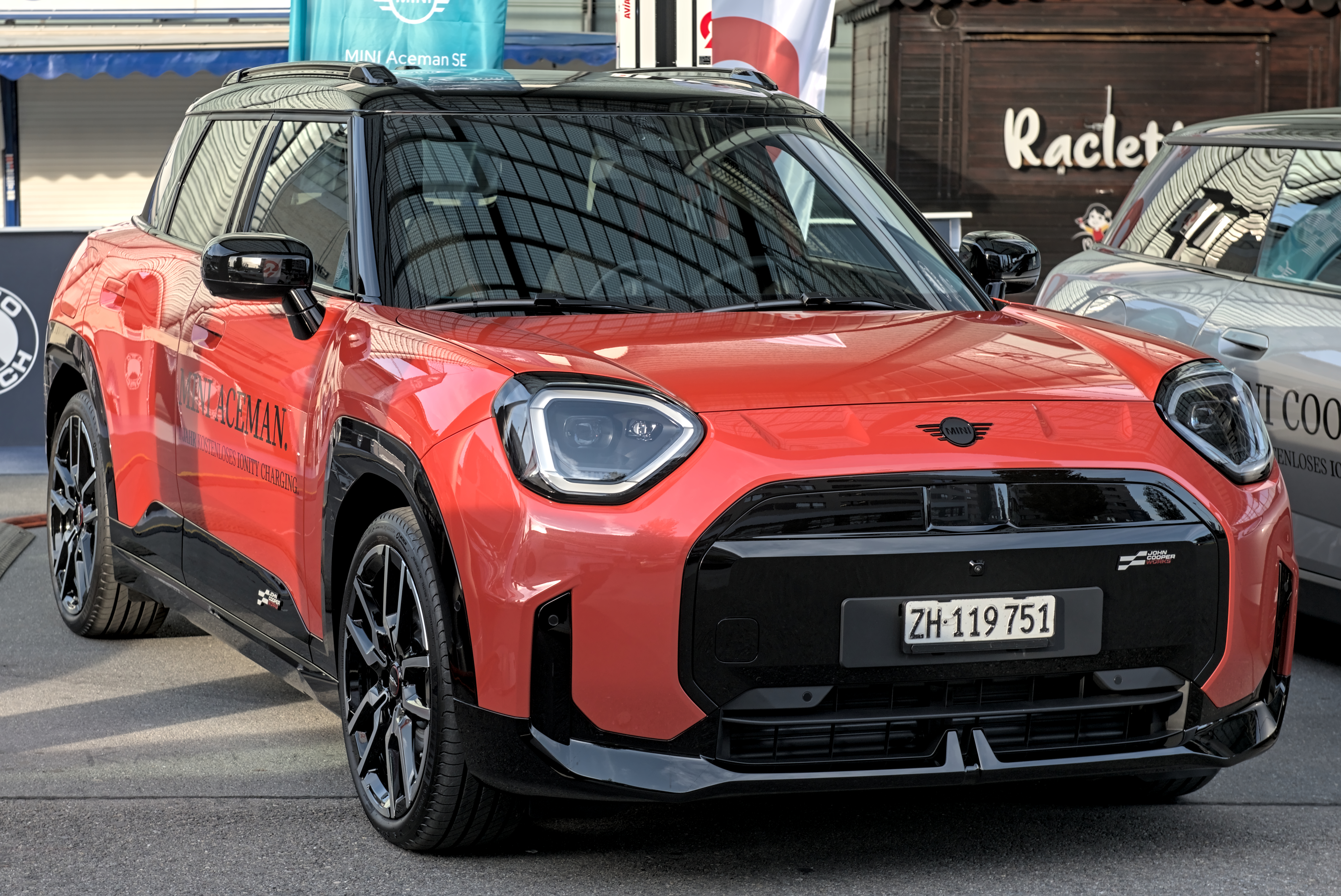
Aceman JCW
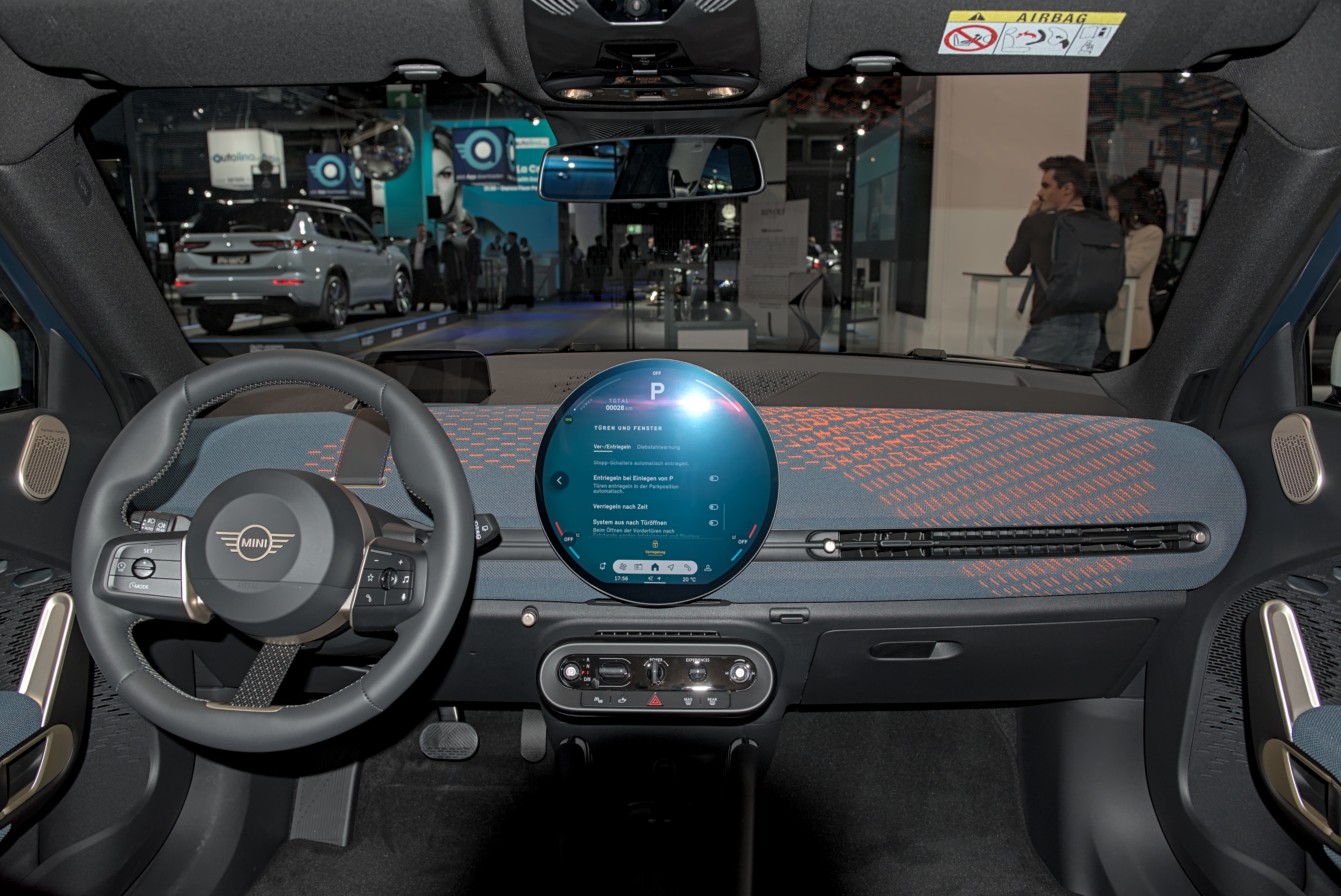
Інтер’єр